# Jean-Jacques Archambault
Pour les articles homonymes, voir Archambault (homonymie).
Jean-Jacques Archambault (21 mars 1919-23 décembre 2001) est un ingénieur québécois diplômé de Polytechnique Montréal, qui a fait carrière à Hydro-Québec à partir d'avril 1947. Deux ans plus tard, il se joint à la division de la planification des systèmes, puis assistant chef ingénieur en 1954. Lors de la planification de la Centrale Bersimis-1 en 1950 le transport du courant électrique sur des centaines de kilomètres vers Québec et Montréal à partir de la Côte-Nord pose un défi. La norme est 120kv à cette époque mais le jeune ingénieur de 30 ans réussit à convaincre Hydro-Québec qu'il est possible d'augmenter à 315kv, un record pour l'époque, utilisé de façon expérimentale en Europe et aux États-Unis. Cette tension permettrait de diviser par 6 le nombre de lignes. Mais il continue ses recherches et permettra une autre avancé et est considéré l'inventeur de la ligne à haute tension de 735 kilovolt, dont le premier tronçon a été inauguré le 29 novembre 1965. Son invention constituait une première mondiale dans le transport de l'électricité et elle permit le développement des grands développements hydroélectriques dans le Nord du Québec, comme celui de la Baie James. 
L'invention valut à Hydro-Québec une reconnaissance internationale dans le domaine du transport de l'électricité. L'Ordre des ingénieurs du Québec a décerné à la ligne à 735 kilovolt le titre d'innovation technologique du XXe siècle au Québec. En 2011, le réseau de lignes à haute tension de 735 et 765 kilovolt est long de 11 422 km.

## Distinctions
- 1974 - Prix Urgel-Archambault
- 1984 - Prix Mérite de l'Association des diplômés de l'École polytechnique de Montréal

- L’Association de l’industrie électrique du Québec remet annuelle le prix Jean-Jacques Archambault.
- La médaille Jean-Jacques Archambault est remise annuellement par le Conseil de l'Est du Canada de l'IEEE.
- Hydro-Québec remet annuellement 15 Bourses Jean-Jacques Archambault à des étudiants de génie électrique au Québec.
- Un groupe d'élèves du secondaire québécois et du Lycée en France ont créé conjointement une histoire fiction s'inspirant de la création par M. Archambault de la ligne 735kV.
- Un amphithéâtre dans l’Édifice Hydro-Québec à Montréal porte son nom.